# Гафиятуллина, Лилия Ильясовна
Лилия Ильясовна Гафиятуллина (Габдуллина) (род. 3 февраля 1990) — российская легкоатлетка, специалистка по бегу на короткие дистанции. Выступает на профессиональном уровне с 2008 года, обладательница серебряной медали Универсиады в Кванджу, чемпионка Европы среди юниоров, призёрка первенств всероссийского значения. Представляет Пермский край. Мастер спорта России.

## Биография
Лилия Гафиятуллина родилась 3 февраля 1990 года. Занималась лёгкой атлетикой в Перми, проходила подготовку под руководством тренеров И. Б. Мальцевой, Р. Р. Шурыгиной.
Впервые заявила о себе на международном уровне в сезоне 2008 года, когда вошла в состав российской национальной сборной и выступила на юниорском мировом первенстве в Быдгоще — в индивидуальном беге на 400 метров дошла до стадии полуфиналов, тогда как в эстафете 4 × 400 метров заняла в финале пятое место.
В 2009 году на юниорском европейском первенстве в Нови-Саде стала второй в дисциплине 400 метров и в эстафете 4 × 400 метров (в эстафете впоследствии переместилась на первую строку итогового протокола в связи с дисквалификацией победившей украинской команды).
В 2013 году с командой Пермского края выиграла бронзовую медаль в эстафете 4 × 200 метров на зимнем чемпионате России в Москве (позже в связи с допинговой дисквалификацией Анастасии Капачинской результат команды был аннулирован).
На чемпионате России 2014 года в Казани стала серебряной призёркой в эстафете 4 × 200 метров.
Будучи студенткой, в 2015 году представляла страну на Универсиаде в Кванджу — в индивидуальном беге на 400 метров остановилась на предварительном квалификационном этапе, в то время как в программе эстафеты 4 × 400 метров вместе с соотечественницами Ириной Такунцевой, Кристиной Мальвиновой и Еленой Зуйкевич получила серебро, уступив только команде из Польши.
В 2018 году в эстафете 4 × 400 метров взяла бронзу на чемпионате России в Казани.
В 2019 году добавила в послужной список бронзовую награду, выигранную в эстафете 4 × 400 метров на чемпионате России в Чебоксарах.